# Iago
Iago  è un nome proprio di persona italiano maschile.

## Varianti
- Maschili: Jago, Yago

## Origine e diffusione
È un nome di tradizione letteraria, utilizzato da William Shakespeare per l'antagonista principale dell'Otello.
Si tratta, sostanzialmente, di un derivato del nome Giacomo/Giacobbe/Iacopo: "Iago" ne è infatti la forma gallese e galiziana (che è usata raramente anche in portoghese), "Jago" è la forma cornica e "Yago" una forma arcaica spagnola da cui deriva anche il nome Santiago.

## Onomastico
L'onomastico può essere festeggiato lo stesso giorno di Giacomo, cioè principalmente il 25 luglio in ricordo di san Giacomo il Maggiore o il 3 maggio in memoria di san Giacomo il Minore.

## Persone
- Iago ab Idwal, sovrano del Regno di Gwynedd e del Regno di Powys dal 950 al 979
- Iago ab Idwal ap Meurig, sovrano del Regno di Gwynedd dal 1023 al 1039
- Iago ap Beli, sovrano del Regno di Gwynedd dal 599 al 613
- Iago Aspas, calciatore spagnolo
- Iago Bouzón, calciatore spagnolo
- Iago García, attore spagnolo
- Iago Falqué, calciatore spagnolo
- Iago Herrerín, calciatore spagnolo
- Iago Maidana, calciatore brasiliano
- Iago Santos, calciatore brasiliano

### Varianti
- Jago di Britannia leggendario sovrano della Britannia
- Yago Alonso-Fueyo, calciatore equatoguineano naturalizzato spagnolo
- Yago Lamela, atleta spagnolo

## Il nome nelle arti
- Iago è il nome del principale antagonista della tragedia Otello di William Shakespeare.
- Iago è il nome del pappagallo che faceva da spalla al malvagio Jafar nel film d'animazione Disney del 1992 Aladdin.
- Iago è il titolo di un film del 2009 diretto da Volfango De Biasi.